# Garnotia raiateensis
Garnotia raiateensis là một loài thực vật có hoa trong họ Hòa thảo. Loài này được J.W.Moore mô tả khoa học đầu tiên năm 1933.